# Dendrocitta formosae
La urraca gris (Dendrocitta formosae) es una especie de ave paseriforme de la familia Corvidae que habita en las estribaciones del Himalaya en el sur de Asia, Indochina, el sur de China y Taiwán. Son de tamaño mediano y cola larga. La población tiene plumaje de diversos colores y varios son reconocidos como subespecies.
La urraca gris es omnívora y se alimenta entre el denso follaje y de los bosques. A veces se unen a bandadas con otras especies tales como charlatanes, especialmente el de garganta blanca. Recorren de manera sistemática los bosques montanos, rododendros, robles y otros árboles de hoja grande, especialmente por la mañana.

## Descripción
Posee el mismo tamaño que otras especies de Dendrocitta y se diferencia por el color gris de su cuerpo. Las razas en el oeste de la zona donde habita poseen cuartos traseros grisáceos y algo de gris en su cola mientras que la forma que habita en el este posee cuartos traseros blancos y una cola negra. El rostro y la garganta son oscuros y negros con una máscara difusa. El cuerpo es gris en su parte inferior virando al blanco hacia su parte posterior. Su espalda y escapulas son marrones. La coronilla y la nuca son grisáceas y las alas negras poseen una prominente mancha carpal blanca. Su parte posterior es rufa y las colas exteriores de la cola y los extremos de las plumas centrales son negros.

## Distribución y hábitat
La urraca gris es un ave principalmente arbórea y habita en diversos hábitats incluidos bosques, zonas de cultivos y vecindades de villas. Se la encuentra en  India, Nepal, Assam, Burma (Myanmar), Tailandia, el sur de Tíbet, Taiwán e Indochina.